# Едуард Саид
Едуард Саид (на английски: Edward Said, р. 1 ноември 1935 – п. 25 септември 2003) е американски хуманитарист от палестински произход, защитник на правата на палестинците. Професор по сравнително литературознание в Колумбийския университет, един от създателите на постколониалната теория.
Най-влиятелният му труд е Ориентализмът (1978) представя тенденциозното отношение на Запада към Изтока. Този труд е подложен на критики от различни позиции, но остава една от най-влиятелните книги в няколко научни дисциплини.

### На български език
- Отразяването на исляма. Как медиите и експертите определят нашето виждане за останалата част от света. Превод Леонид Дуков. С.: Кралица Маб, 2002, 290 стр. ISBN 954-533-048-1
- Ориентализмът. Превод Леонид Дуков. С.: Кралица Маб, 1999. ISBN 954-533-036-8